# Francesc Mas i Ros
Francesc Mas i Ros (Caldes de Malavella, 27 de gener del 1901 - 23 d'agost del 1985) va ser un compositor musical extraordinàriament prolífic que obtingué gran popularitat entre els dansaires de sardanes.

## Biografia
La seva vocació musical, segons paraules del mateix Mas Ros, va ser conseqüència de l'ofici familiar, afinadors de pianos; el seu pare, Antoni Mas, tenia una empresa de lloguer de pianos de manubri molt coneguda. A deu anys inicià estudis de solfeig i piano amb les monges de Sant Joan de Cluny, a Caldes mateix. Sembla que els amplià, a Barcelona, amb la professora Maria Bosch. Acabats aquests, la resta de la seva formació musical va ser purament autodidacta.
En els anys 20 ja gaudia d'una certa notorietat com a acompanyador musical de pel·lícules mudes en cinemes de Llagostera, Caldes, Sant Hilari Sacalm i Girona. Era un acompanyament amb el piano, escollint en cada moment una música dient a l’argument, ja fos prenent-la de sarsules, etc. o bé improvisant el tema ell mateix. Als vint-i-cinc anys començà a acompanyar al piano grups de varietats per les comarques del voltant de Girona, amb motiu de festes majors, etc., cosa que li exigia inventar i improvisar intensament i adaptar en molts casos les melodies al to dels cantants. La intensitat que li suposava aquesta activitat el va obligar a abandonar-la al cap d’un temps ja que no podia desatendre el negoci dels manubris i pianoles. A partir de 1930, i durant una trentena d'anys, estigué vinculat a l'Orquestra J.A.D.R.I.S. de Caldes de Malavella, en funcions de director i pianista. Acabada la Guerra Civil, i havent fet fallida l'empresa familiar pel declivi dels manubris, en Mas Ros decidí dedicar-se a la composició, especialment de pasdobles, sense deixar, però, de fer d'instrumentista. Als anys quaranta, ajudat inicialment per Pere Mercader, va adoptar la sardana com a única forma musical, i la va treballar amb gairebé tant intensitat com Vicenç Bou. A partir del 1960 es dedicà únicament a la composició. Signà com a Sorma alguns dels ballables que compongué. Amb un estil senzill i fortament influenciat pels ballables, es va anar convertint  paulatinament en el compositor més present en les programacions de carrer fins al punt que el sardanisme de l’època el va adoptar com un ídol. Al 1974 rep el primer premi “Sardana de l’any” a l’Ermita de Collbàs.
El seu nebot, Antoni Mas i Bou (Caldes de Malavella, 18 de maig del 1945) ha estat director de la Cobla Orquestra La Selvatana i compositor, i la seva neta Anna Genover i Mas és guionista i escriptora de literatura infantil.

## Mas Ros, compositor de sardanes
Fora d'un intent primerenc del 1924, L'aplec de Sant Maurici, les seves primeres sardanes són del 1942, Pastora enamorada i 1943, Malavella (instrumentades pel seu amic Pere Mercader); del 1946 és Cançó de la Marta, escrita ja en solitari, i que donà a conèixer el seu nom com a autor de sardanes populars.
Compongué una cinquantena de ballables i vora dues-centes cinquanta sardanes, de les que en gravà en discos de vinil més de mig centenar, un rècord que només li disputaria en Ricard Viladesau. La major part de la seva producció foren encàrrecs de persones i agrupacions sardanistes i les seves sardanes, encara que balladores i molt apreciades en els aplecs, tenen tendència a repetir-se i algun cop hom les ha qualificades despectivament com a pas-dobles sardanistes.

## Obres

### Ballables
(Vegeu-ne una relació completa a eumar.net)
- Abre ya: vals coreable (1955)
- Adiós Canarias: marcha final (1963)
- Ay, molinera (1964), vals
- Ay, qué mirar (1956), ranxera
- Baila Marujita (1968), Cha, cha, cha
- Canta bandolero, pas-doble
- Cantando mi soledad, tango
- Club Bahía (1963 i 1967), Cha, cha, cha
- Club 42, Cha, cha, cha
- Es un primor: fox-charleston (1960)
- Fado en Costa Brava: fox-fado (1959)
- Fiesta en Calatayud, pas-doble
- Granada la bella (1968), pas-doble
- La bella del pueblo (1959), vals
- Las muchachas de la Costa Brava: corrido (1960)
- Linda Palma (1966), pas-doble
- Maja de Córdoba (1966), pas-doble
- Me voy de Aragón (1964), pas-doble
- Mi bambina: bamba (1968)
- Mi tierruca (1964), pas-doble
- Míster Jones: fox a medio tiempo (1967)
- Monzón, vals
- Negra chiquita (1964), samba
- Niña de Jaén (1963), pas-doble
- Niña Remedios: fox vaquero
- Palomo (1969), pas-doble
- Panderetas en Portugal, pas-doble
- Recordando el Ebro (1964), pas-doble
- Sol de Málaga (1968), pas-doble
- Solfeando el cha-cha-chá (1961)
- Soy de Alcañiz (1968), pas-doble
- Te lo pido: tango arrabalero
- Va de cumbia (1968)
- Valerie: fox a medio tiempo (1968)
- Ven María, ven: vals-ranchera (1963)
- Ven muñequita (1966), Cha, cha, cha
- Venga pasodoble (1967)
- Viva Linares (1967), pas-doble
- Yo... bailar (1966), Cha, cha, cha

### Sardanes
(Vegeu-ne una relació completa a eumar.net, i una altra als Enllaços)
- L'amic absent (1972)
- L'amic Homar (1969)
- Amics meus (sardana estrenada pòstumament el 1995)
- L'Andreu de Mollet (1964)
- Anna (1967), dedicada a la seva neta
- Apa Ramon (1959)
- L'aplec de Mataró (1978)
- Barça campió (1948)
- Berga, ciutat pubilla (1970)
- Cançó de la Marta (1946), primera sardana escrita en solitari
- Catalunya canta (1954)
- Celonina (1978), per a dues cobles i timbales
- Cinc rossinyols (1978), obligada per a 5 flabiols
- Colla Dansa Eterna (1978)
- La colla dels 16 (1977)
- L'ermita de Collbàs (1974), premi Sardana de l'Any
- És la barretina (1954)
- Esclat olotí (1973)
- La Garriga (1974). Eugeni Pont en feu una versió per a dues cobles i timbales
- Joan i Elena (1955)
- Llavaneres (1978)
- Mar de Palamós (1962)
- Maria Amàlia (1950)
- Nois alegres (1957)
- Oriola (1955)
- Els pescadors de l'Escala (1979)
- Petita ofrena (1966)
- Poble de Caldes (1979)
- Records selvatans (1974), obligada per a dos tibles
- Ripollet sardanista (1975)
- Roses gentil (1958), obligada per a tenora i fiscorn
- Som i serem (1957)
- Teresa (1973), dedicada a la seva esposa Teresa Jou i Pla
- Tossa bonica (1951)
- Els tres Castells (1967)
- Els tres pintors (1953)
- Va de fiscorn (1973)
- Centenària